# Courville
Pour les articles homonymes, voir Courville (homonymie).
Courville est une commune française, située dans le département de la Marne en région Grand Est.

## Géographie

### Localisation

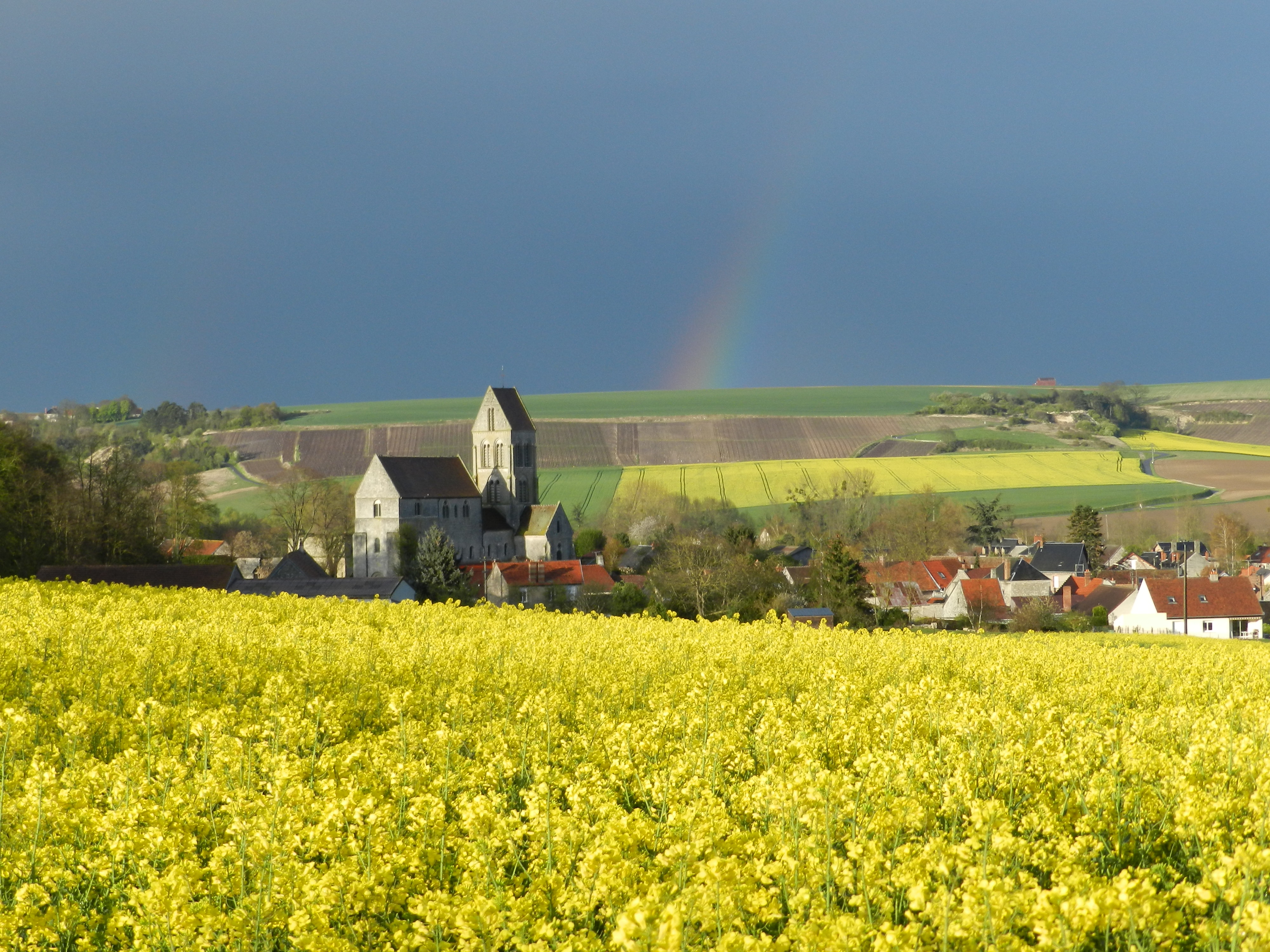
Arc-en-ciel sur l'église et la campagne.

Courville se trouve au nord-ouest du département de la Marne, en région Grand Est. La commune appartient à la région agricole du Tardenois.
Située dans la vallée de l'Ardre, la commune de Courville s'étend sur une superficie de 1 194 hectares. Sur son territoire, l'altitude varie de 67 à 200 mètres. Le point culminant de la commune se trouve au sud de son territoire, à proximité du Mont de Béry (Arcis-le-Ponsart).
Par la route, Courville se situe à 75 km de Châlons-en-Champagne, préfecture du département, à 28 km de Reims, sous-préfecture, et à 5 km de Fismes, bureau centralisateur du canton de Fismes-Montagne de Reims dont dépend Courville depuis 2015. La commune fait en outre partie du bassin de vie de Fismes.
Courville est limitrophe de 7 communes :
| Fismes             | Magneux          | Unchair |
| Saint-Gilles       | Courville        |         |
| Mont-sur-Courville | Arcis-le-Ponsart | Crugny  |

### Hydrographie

#### Réseau hydrographique

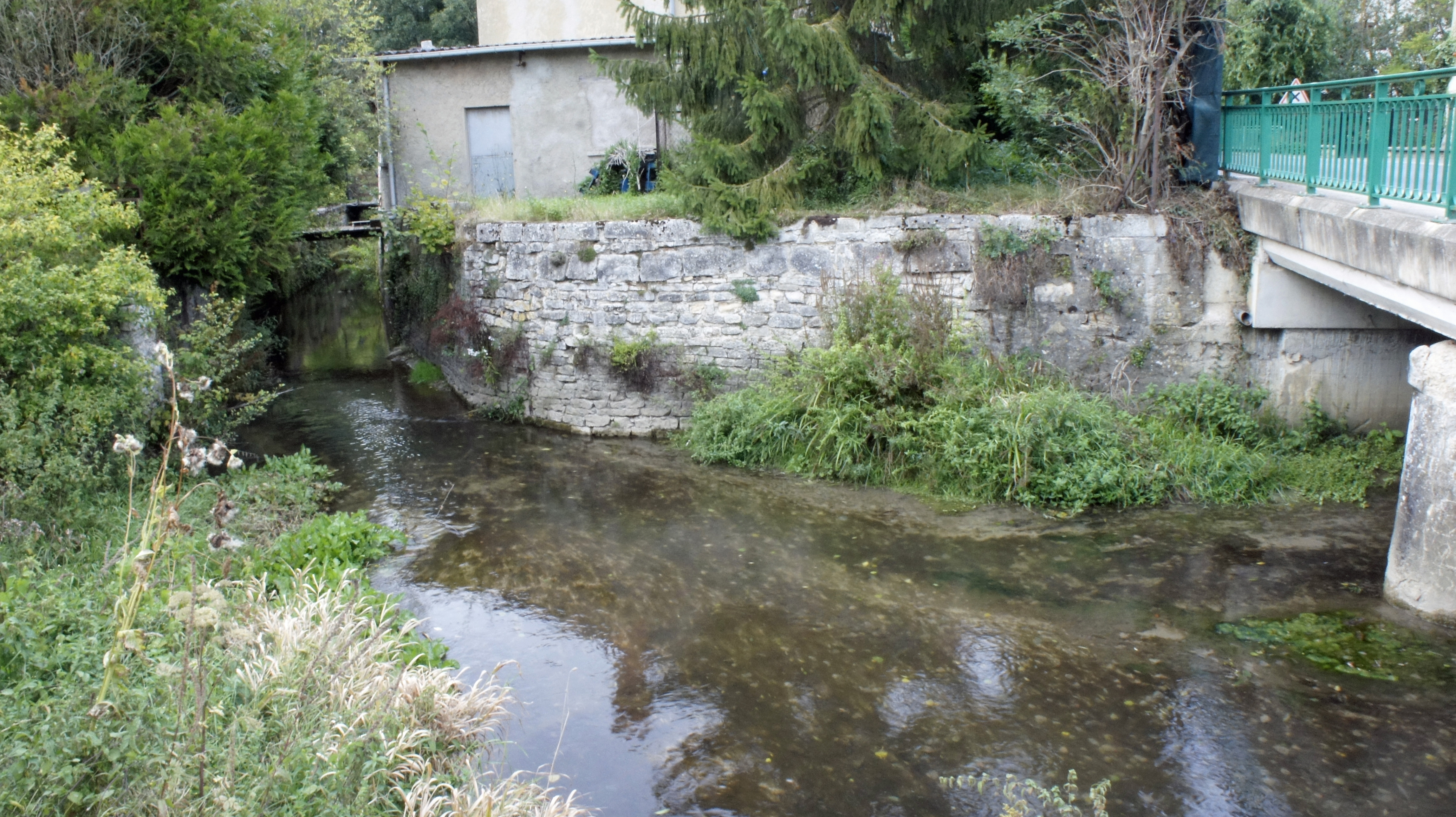
L'Ardre à Courville.

La commune est dans la région hydrographique « la Seine du confluent de l'Oise (inclus) à l'embouchure » au sein du bassin Seine-Normandie. Elle est drainée par l'Ardre, le ruisseau d'Arcis-le-Ponsart et le cours d'eau 05 de la commune de Crugny,.
L'Ardre, d'une longueur de 39 km, prend sa source dans la commune de Saint-Imoges et se jette dans la Vesle à Fismes, après avoir traversé 18 communes. Les caractéristiques hydrologiques de l'Ardre sont données par la station hydrologique située sur la commune de Courville. Le débit moyen mensuel est de 1,48 m3/s. Le débit moyen journalier maximum est de 23,6 m3/s, atteint lors de la crue du 15 juillet 2021. Le débit instantané maximal est quant à lui de 29,4 m3/s, atteint le 23 mars 2001.
Deux plans d'eau complètent le réseau hydrographique : le plan d'eau de Pré Fieu (1,4 ha) et les étangs de Courville (3,1 ha),.

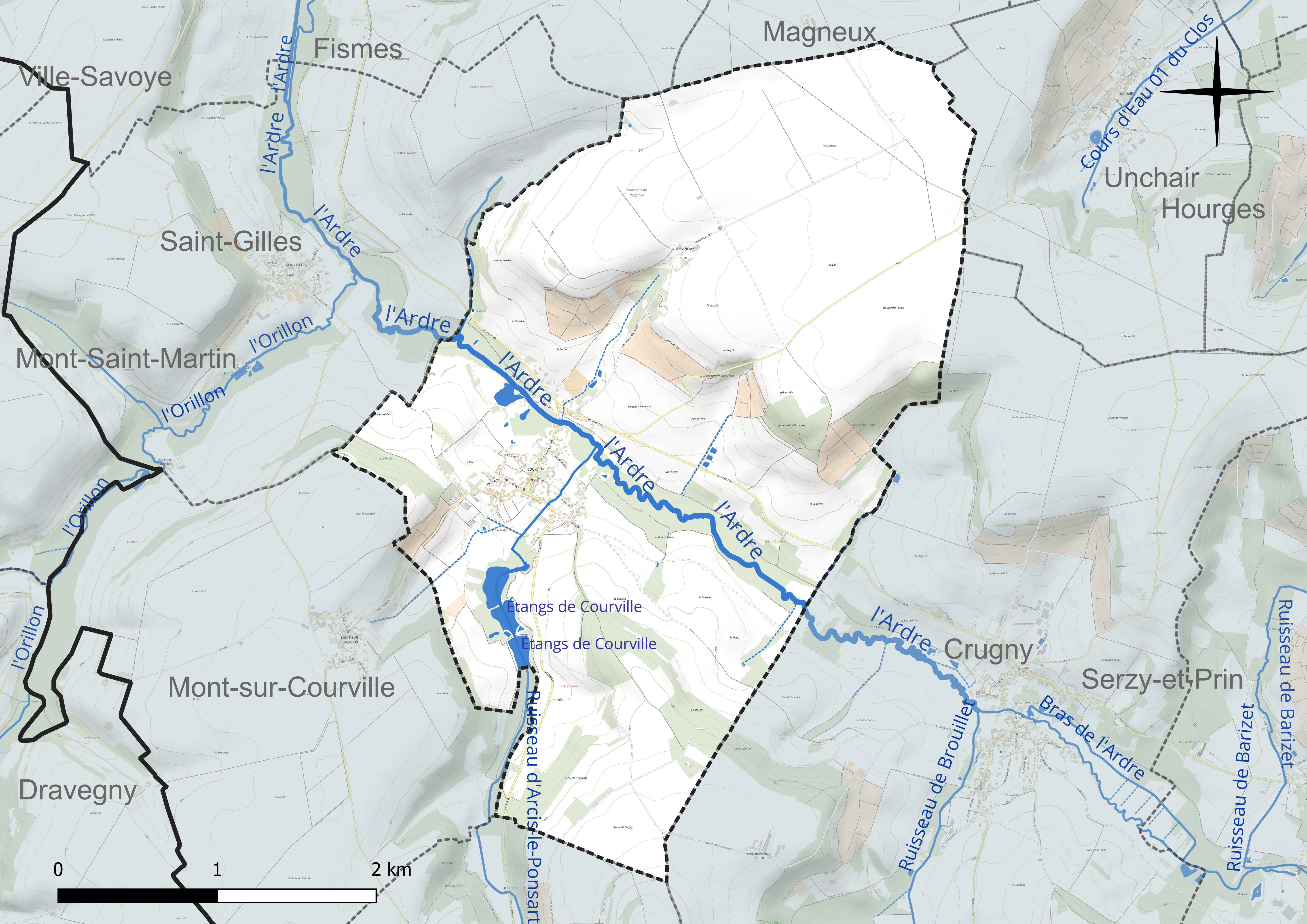
Réseau hydrographique de Courville.

#### Gestion et qualité des eaux
Le territoire communal est couvert par le schéma d'aménagement et de gestion des eaux (SAGE) « Aisne Vesle Suippe ». Ce document de planification, dont le territoire s’étend sur 3 096 km2 répartis sur trois départements (Aisne, Marne et Ardennes) et deux régions (Champagne-Ardenne et Picardie), a été approuvé le 16 décembre 2013. La structure porteuse de l'élaboration et de la mise en œuvre est le Syndicat d’aménagement des bassins Aisne Vesle Suippe (SIABAVES). 
La qualité des cours d’eau peut être consultée sur un site dédié géré par les agences de l’eau et l’Agence française pour la biodiversité.

### Climat
Pour des articles plus généraux, voir Climat du Grand Est et Climat de la Marne.
En 2010, le climat de la commune est de type climat océanique dégradé des plaines du Centre et du Nord, selon une étude du Centre national de la recherche scientifique s'appuyant sur une série de données couvrant la période 1971-2000. En 2020, Météo-France publie une typologie des climats de la France métropolitaine dans laquelle la commune est exposée à un climat océanique altéré et est dans la région climatique  Nord-est du bassin Parisien, caractérisée par un ensoleillement médiocre, une pluviométrie moyenne régulièrement répartie au cours de l’année et un hiver froid (3 °C). 
Pour la période 1971-2000, la température annuelle moyenne est de 10,4 °C, avec une amplitude thermique annuelle de 15,5 °C. Le cumul annuel moyen de précipitations est de 709 mm, avec 12,3 jours de précipitations en janvier et 8,5 jours en juillet. Pour la période 1991-2020, la température moyenne annuelle observée sur la station météorologique de Météo-France la plus proche, « Chambrecy-Civc », sur la commune de Chambrecy à 13 km à vol d'oiseau, est de 10,7 °C et le cumul annuel moyen de précipitations est de 734,0 mm. 
La température maximale relevée sur cette station est de 40,3 °C, atteinte le 25 juillet 2019 ; la température minimale est de −22,1 °C, atteinte le 17 janvier 1985,,. 
Les paramètres climatiques de la commune ont été estimés pour le milieu du siècle (2041-2070) selon différents scénarios d'émission de gaz à effet de serre à partir des nouvelles projections climatiques de référence DRIAS-2020. Ils sont consultables sur un site dédié publié par Météo-France en novembre 2022.

## Urbanisme

### Typologie
Au 1er janvier 2024, Courville est catégorisée commune rurale à habitat dispersé, selon la nouvelle grille communale de densité à sept niveaux définie par l'Insee en 2022.
Elle est située hors unité urbaine. Par ailleurs la commune fait partie de l'aire d'attraction de Reims, dont elle est une commune de la couronne,. Cette aire, qui regroupe 294 communes, est catégorisée dans les aires de 200 000 à moins de 700 000 habitants,.

### Occupation des sols
L'occupation des sols de la commune, telle qu'elle ressort de la base de données européenne d’occupation biophysique des sols Corine Land Cover (CLC), est marquée par l'importance des territoires agricoles (81,8 % en 2018), une proportion sensiblement équivalente à celle de 1990 (82,1 %). La répartition détaillée en 2018 est la suivante : 
terres arables (78,5 %), forêts (15,2 %), cultures permanentes (3,2 %), zones urbanisées (3,1 %). L'évolution de l’occupation des sols de la commune et de ses infrastructures peut être observée sur les différentes représentations cartographiques du territoire : la carte de Cassini (XVIIIe siècle), la carte d'état-major (1820-1866) et les cartes ou photos aériennes de l'IGN pour la période actuelle (1950 à aujourd'hui).

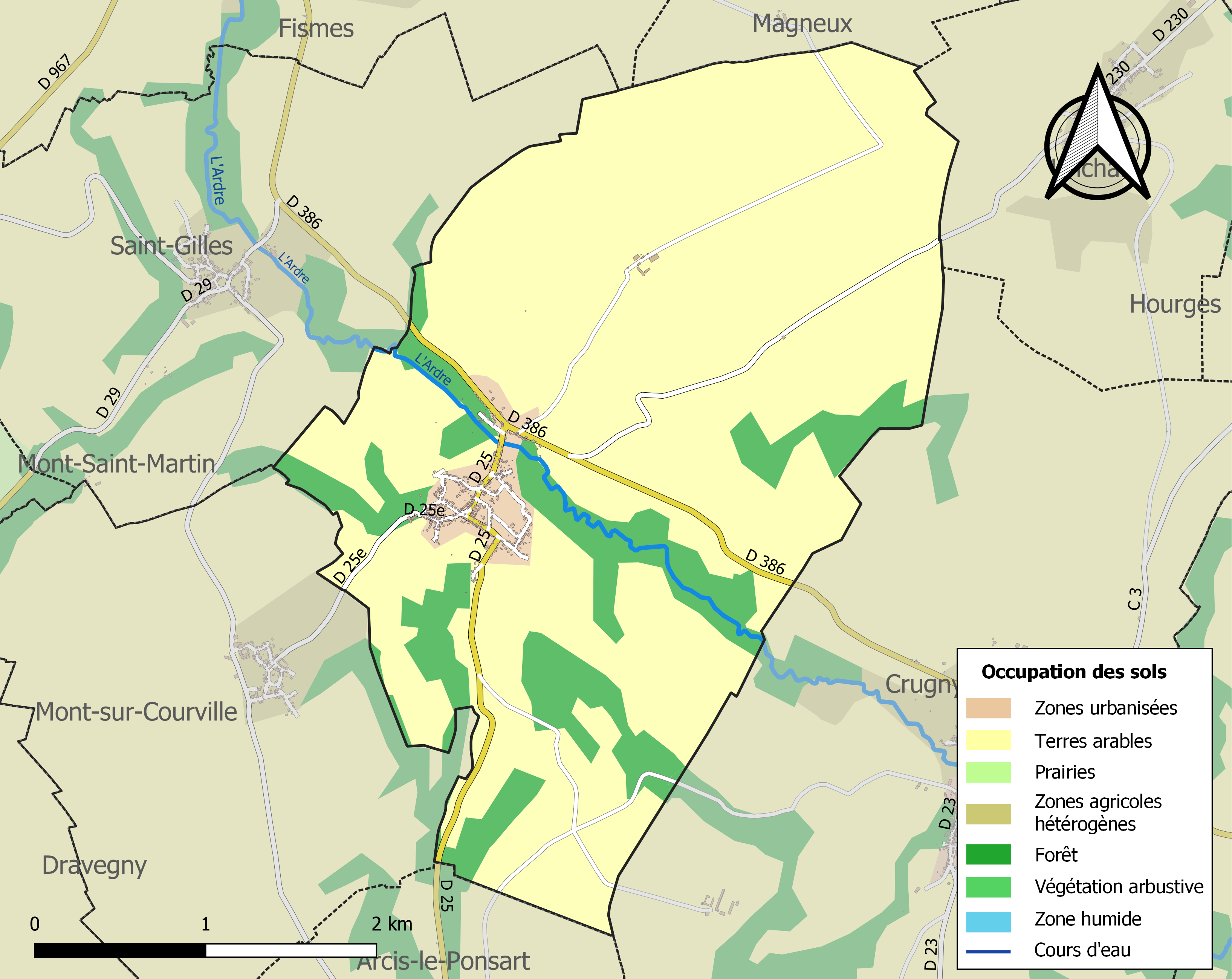
Carte des infrastructures et de l'occupation des sols de la commune en 2018 (CLC).

### Habitat et logement
En 2018, le nombre total de logements dans la commune était de 191, alors qu'il était de 194 en 2013 et de 179 en 2008.
Parmi ces logements, 87,4 % étaient des résidences principales, 3,7 % des résidences secondaires et 8,9 % des logements vacants. Ces logements étaient pour 99,5 % d'entre eux des maisons individuelles et pour 0 % des appartements.
Le tableau ci-dessous présente la typologie des logements à Courville en 2018 en comparaison avec celle de la Marne et de la France entière. Une caractéristique marquante du parc de logements est ainsi une proportion de résidences secondaires et logements occasionnels (3,7 %) supérieure à celle du département (2,9 %) et à celle de la France entière (9,7 %). Concernant le statut d'occupation de ces logements, 89,8 % des habitants de la commune sont propriétaires de leur logement (90,4 % en 2013), contre 51,7 % pour la Marne et 57,5 pour la France entière.
| Typologie                                               | Courville | Marne | France entière |
| ------------------------------------------------------- | --------- | ----- | -------------- |
| Résidences principales (en %)                           | 87,4      | 88,1  | 82,1           |
| Résidences secondaires et logements occasionnels (en %) | 3,7       | 2,9   | 9,7            |
| Logements vacants (en %)                                | 8,9       | 9     | 8,2            |

## Toponymie
Le nom de la localité est attesté sous les formes Curba Villa (vers 948) ; Curva Villa (vers 1067) ; Curvilla (1160) ; Corville (1210) ; Corvile (vers 1250) ; Corvilla (1255) ; Courvilla (1258) ; Curville (1281) ; Courville (1291) ; Courbeville (1328).

Il s'agit d'une formation toponymique médiévale en -ville (ancien français vile) au sens ancien de « domaine rural, village ». Il est précédé de l'adjectif courbe.

Issu du latin curba villa, désignant un domaine situé dans une courbe de l'Ardre.

## Histoire
Courville était une ville fortifiée, dont une partie de l'enceinte est toujours visible. Elle eut à se défendre contre les attaques du comte de Champagne puis des troupes anglaises. Du VIIe siècle jusqu'à la Révolution française, elle appartint au domaine des archevêques de Reims et, à partir de la Renaissance, son château, qui faisait partie de la ceinture fortifiée sud du diocèse avec Sept-Saulx et Cormicy[réf. souhaitée], servit de résidence d'été à ces derniers. Il existe encore, au-dessus de l'église, la chapelle gothique des archevêques, à laquelle ceux-ci pouvaient, à l'époque, accéder directement depuis leur château au moyen d'une passerelle à deux étages.

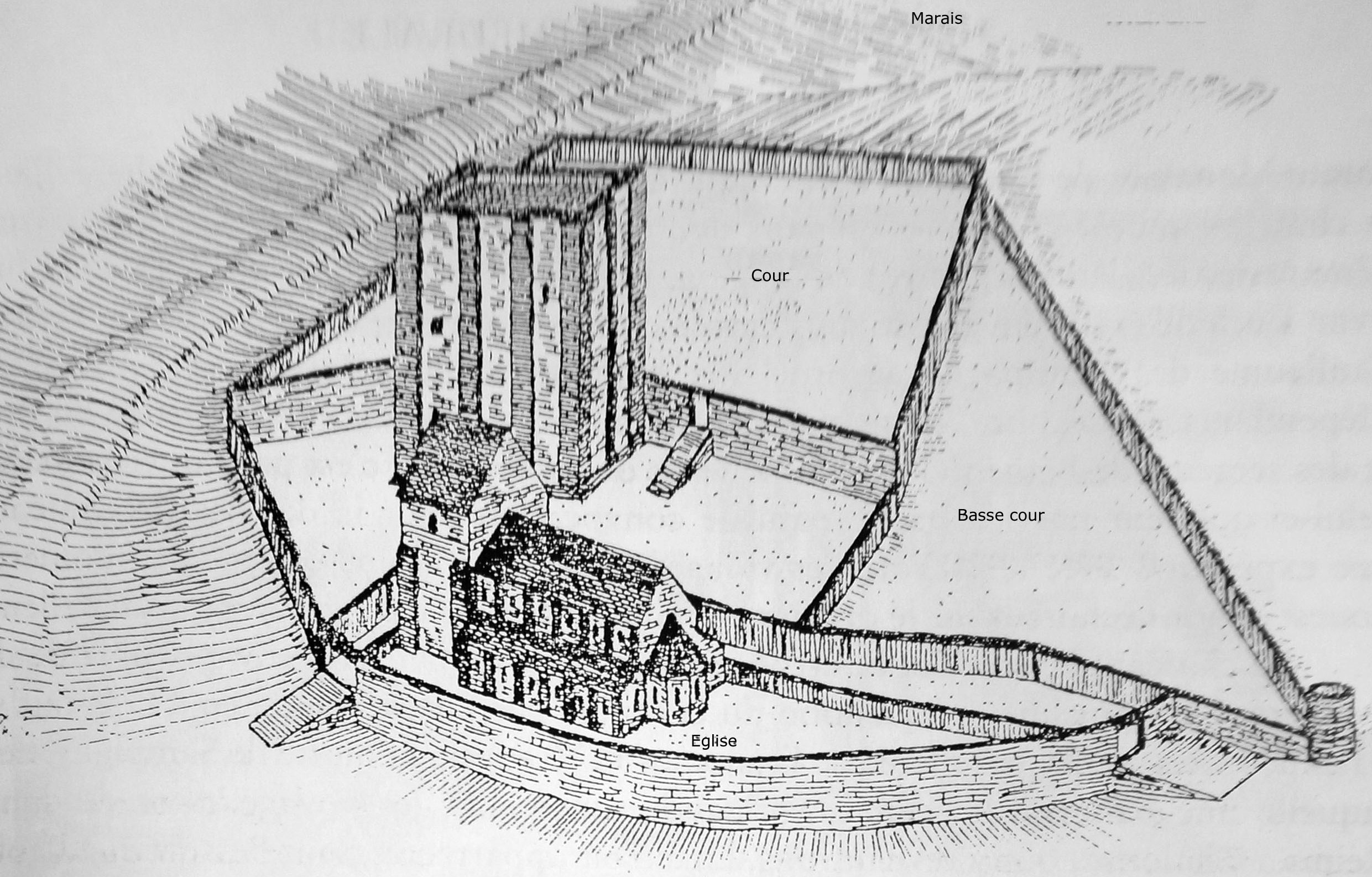
Le château de Courville au XIIe siècle
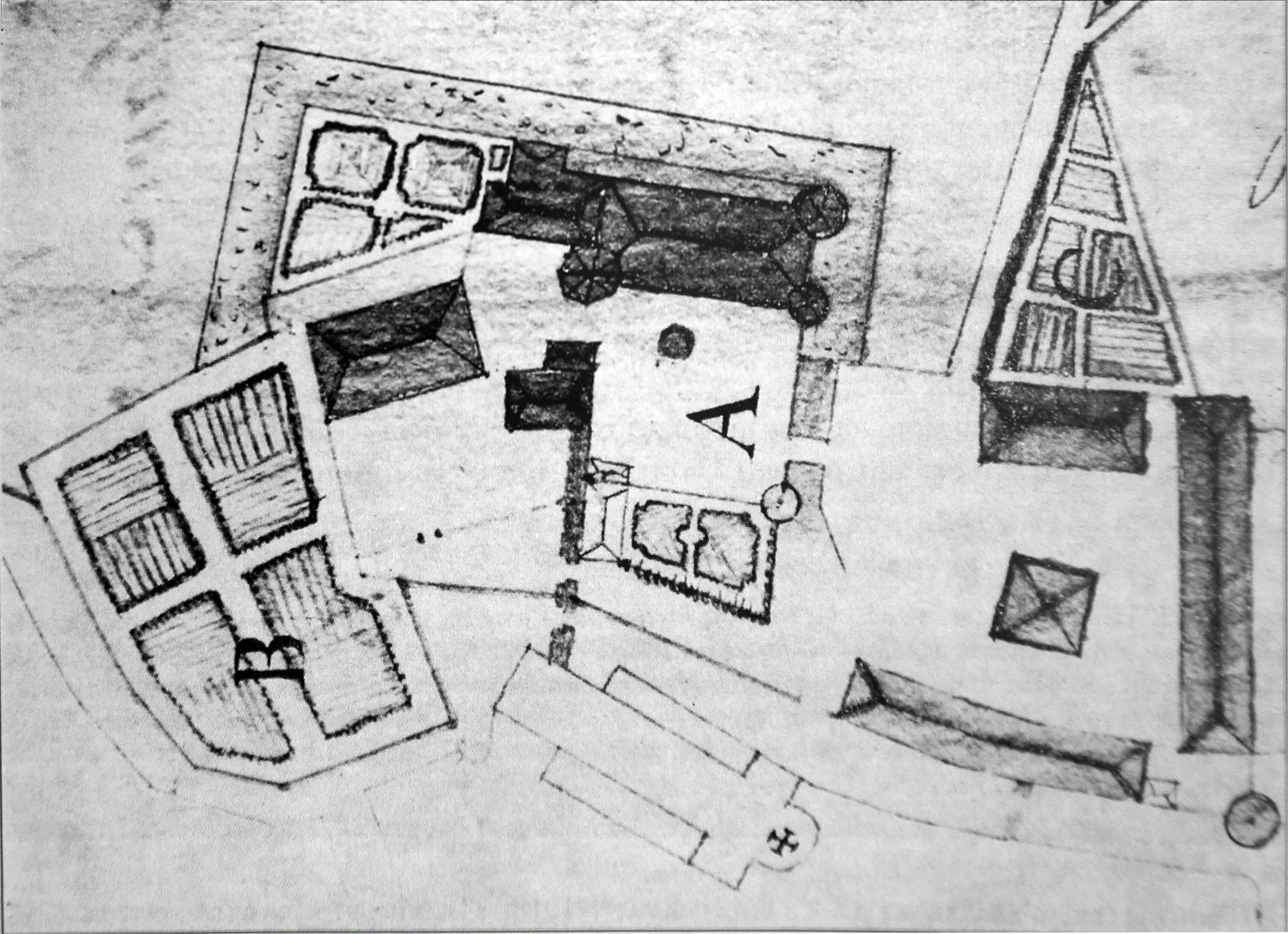
Plan terrier du patrimoine de l'Archevêché, en 1781

En 1792, après la Révolution française, le château et ses propriétés furent déclarés bien nationaux et vendus par lots. Après avoir appartenu à différents propriétaires, il fut détruit par l'armée allemande en 1918.

Courville au tout début du XXe siècle
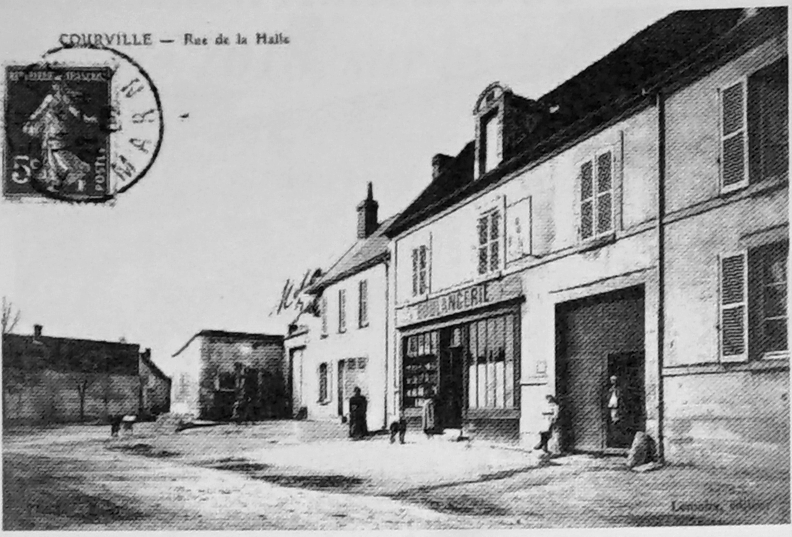
La rue de la Halle
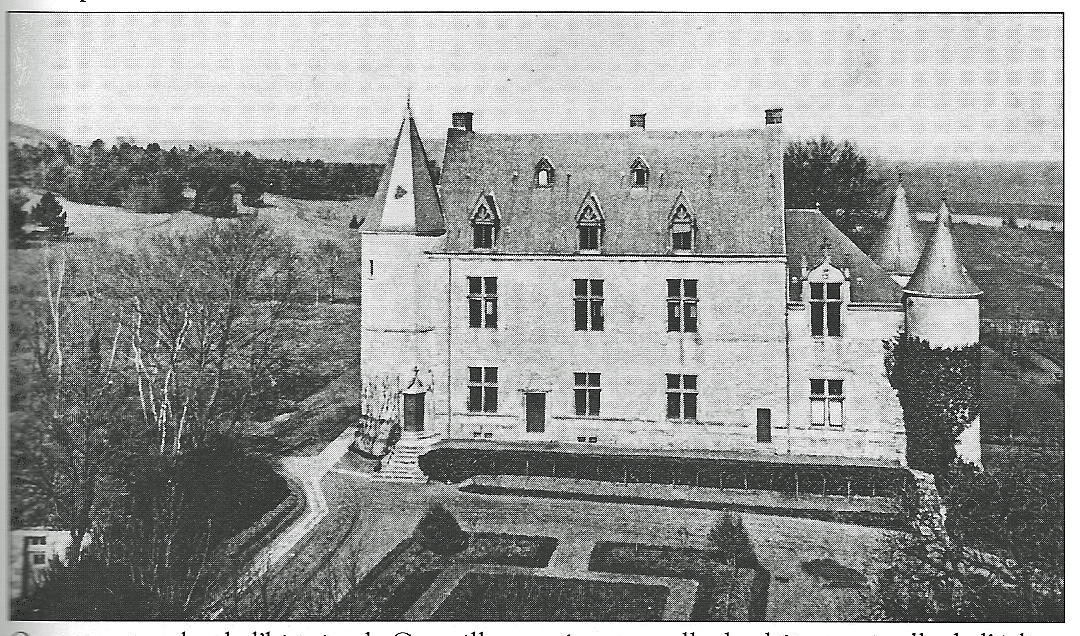
Le château des Archevêques

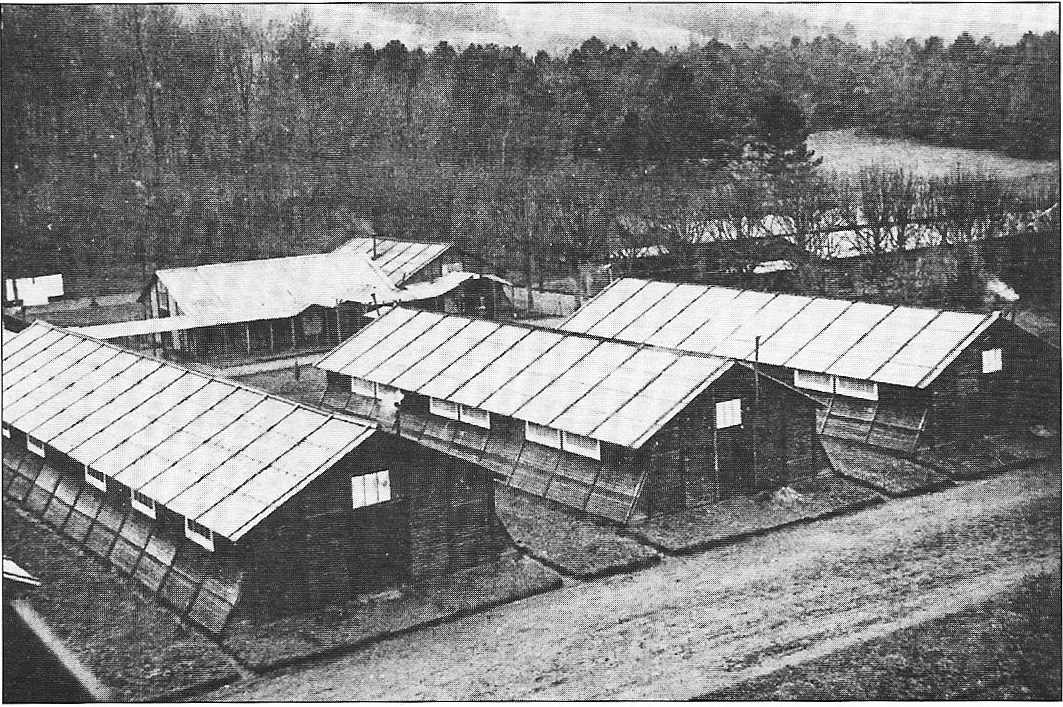
L'hôpital de campagne.

Pendant la Première Guerre mondiale, un aérodrome fut installé sur le plateau de la ferme de la Bonne Maison, à cheval entre plusieurs villages de la région, dont Courville. Il servit de base à des escadrilles envoyées vers le proche Chemin des Dames. Il accueillit en particulier l'escadrille des Cigognes en 1917 et des pilotes anglais et américains en 1918.
Le pilote américain William Muir Russel, mort dans un combat aérien en juillet 1918, est enterré dans le cimetière de Courville. Son père, Henry Russel, fit don d'une somme importante au village dévasté par l'armée allemande en retraite. Le conseil municipal put ainsi construire un système d'adduction d'eau sur plus d'un kilomètre, entre le plateau de la Bonne Maison et un nouveau lavoir (le "lavoir américain", rénové en 2010) ainsi qu'une fontaine inaugurés en 1926.

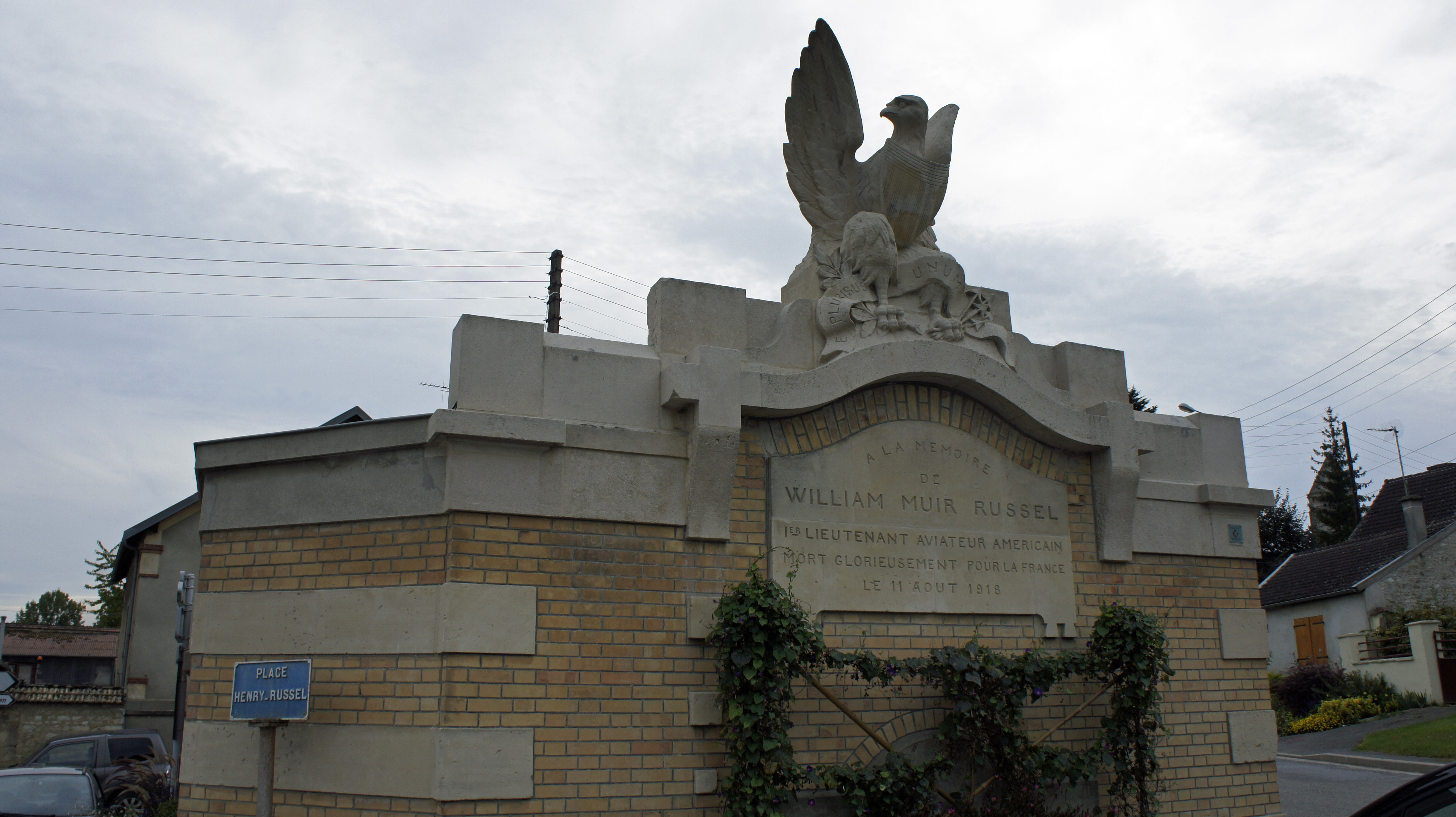
Lavoir monument.

## Politique et administration

### Rattachements administratifs et électoraux
La commune se trouve dans l'arrondissement de Reims du département de la Marne. Pour l'élection des députés, elle fait partie depuis 1986 de la deuxième circonscription de la Marne.
Elle faisait partie depuis 1793 du canton de Fismes. Dans le cadre du redécoupage cantonal de 2014 en France, la commune intègre le canton de Fismes-Montagne de Reims.

### Intercommunalité
La commune, antérieurement membre de la communauté de communes des Deux Vallées du Canton de Fismes, est membre, depuis le 1er janvier 2014, de la communauté de communes Fismes Ardre et Vesle.
En effet, conformément au schéma départemental de coopération intercommunale de la Marne du 15 décembre 2011, les anciennes communautés de communes CC des Deux Vallées du Canton de Fismes (9 communes) et CC Ardre et Vesle (11 communes) ont fusionné par arrêté préfectoral du 23 mai 2013, afin de former à compter du 1er janvier 2014 la nouvelle communauté de communes Fismes Ardre et Vesle.

### Liste des maires
| Période                                  | Période                       | Identité            | Étiquette | Qualité                                     |
| ---------------------------------------- | ----------------------------- | ------------------- | --------- | ------------------------------------------- |
| Les données manquantes sont à compléter. |                               |                     |           |                                             |
| avant 1875                               | après 1879                    | M. Delagarde        |           |                                             |
| Les données manquantes sont à compléter. |                               |                     |           |                                             |
| avant 1995                               |                               | Bernard Tourtebatte |           |                                             |
| Les données manquantes sont à compléter. |                               |                     |           |                                             |
| 1995                                     | 29 avril 2013                 | Bernard Lavalard    | DVD       | Décédé en fonction                          |
| 2013                                     | En cours (au 2 décembre 2020) | Vincent Bennezon    |           | Viticulteur Réélu pour le mandat 2020-2026, |

## Démographie
L'évolution du nombre d'habitants est connue à travers les recensements de la population effectués dans la commune depuis 1793. Pour les communes de moins de 10 000 habitants, une enquête de recensement portant sur toute la population est réalisée tous les cinq ans, les populations de référence des années intermédiaires étant quant à elles estimées par interpolation ou extrapolation. Pour la commune, le premier recensement exhaustif entrant dans le cadre du nouveau dispositif a été réalisé en 2007.

En 2022, la commune comptait 454 habitants, en évolution de −1,3 % par rapport à 2016 (Marne : −1,19 %, France hors Mayotte : +2,11 %).
| 1793 | 1800 | 1806 | 1821 | 1831 | 1836 | 1841 | 1846 | 1851 |
| ---- | ---- | ---- | ---- | ---- | ---- | ---- | ---- | ---- |
| 480  | 475  | 522  | 475  | 508  | 461  | 491  | 494  | 488  |

| 1856 | 1861 | 1866 | 1872 | 1876 | 1881 | 1886 | 1891 | 1896 |
| ---- | ---- | ---- | ---- | ---- | ---- | ---- | ---- | ---- |
| 465  | 446  | 448  | 436  | 422  | 424  | 424  | 441  | 437  |

| 1901 | 1906 | 1911 | 1921 | 1926 | 1931 | 1936 | 1946 | 1954 |
| ---- | ---- | ---- | ---- | ---- | ---- | ---- | ---- | ---- |
| 453  | 439  | 399  | 369  | 393  | 309  | 328  | 326  | 323  |

| 1962 | 1968 | 1975 | 1982 | 1990 | 1999 | 2006 | 2007 | 2012 |
| ---- | ---- | ---- | ---- | ---- | ---- | ---- | ---- | ---- |
| 285  | 297  | 279  | 317  | 358  | 356  | 429  | 439  | 460  |

| 2017 | 2022 | - | - | - | - | - | - | - |
| ---- | ---- | - | - | - | - | - | - | - |
| 455  | 454  | - | - | - | - | - | - | - |

## Économie
Le territoire de Courville contenait des carrières, où était extraite la « pierre de Courville », utilisée notamment pour la construction de la cathédrale de Reims.
La commune de Courville a racheté 12 hectares d'étangs, creusés au XIIe par les moines de l'abbaye d'Igny et vendus à la Révolution française pour qu'y soit pratiquée, à partir de 2006, la pisciculture. Jusqu'en 2009, des brochets y ont été élevés, qui servaient à l'approvisionnement des cours d'eau du nord-est de la France.
Courville appartient à la zone de production des raisins de l'appellation d'origine contrôlée Champagne mais la majorité de sa surface agricole utile est consacrée aux « grandes cultures » : en 2000, 582 hectares étaient occupés par ces dernières contre 13 par les légumes, les fruits et la viticulture. D'après l'abbé Galland, ancien curé de Courville et auteur d'une monographie sur le village, la viticulture sur le territoire de Courville a été abandonnée dans la première moitié du XXe à cause de mauvaises récoltes, de gel et de maladies.

## Culture locale et patrimoine

### Lieux et monuments
- Église Saint-Julien, avec nef du XIe siècle et chapelle supérieure du XIIIe siècle, classée monument historique[47] renfermant des objets classés, dont un retable en pierre de 1519[48].

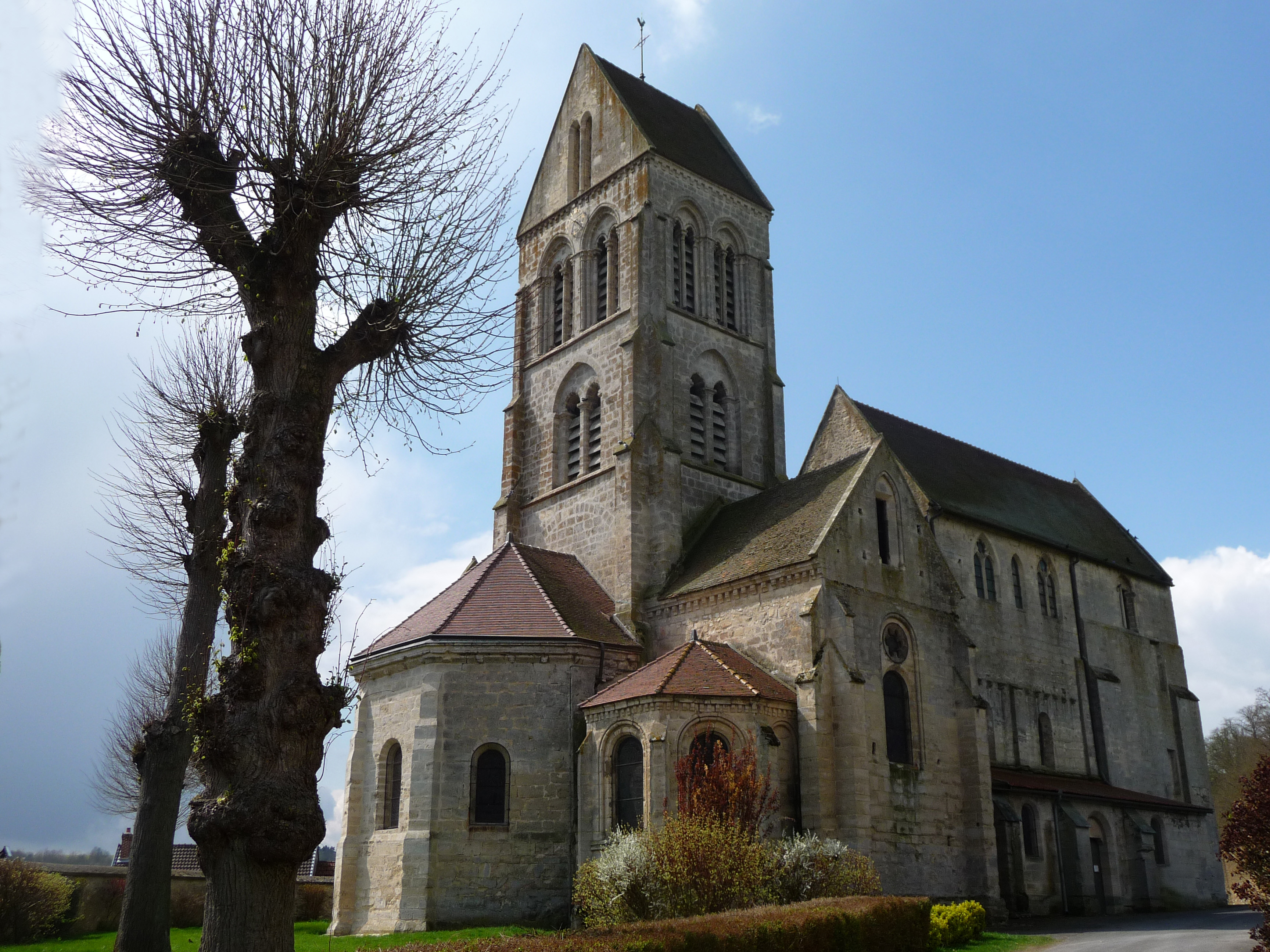
L'église et son chevet
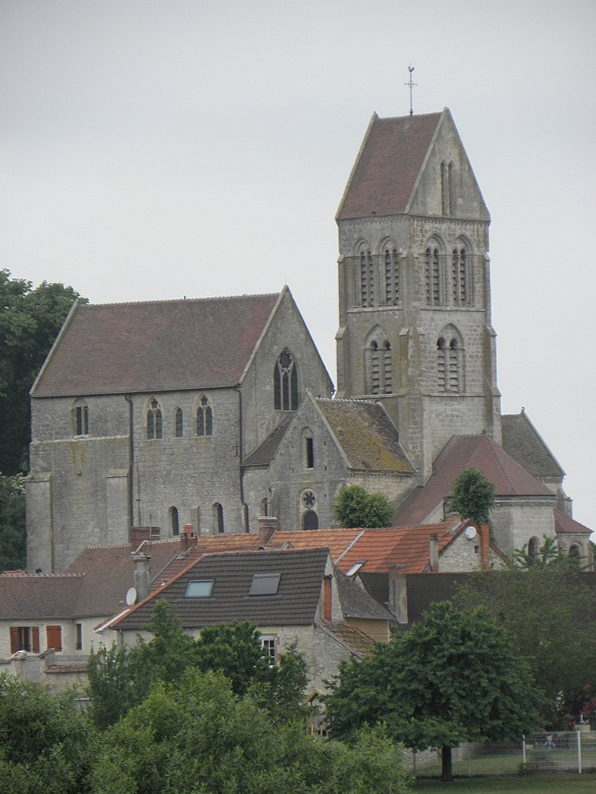
Vue méridionale de l'église
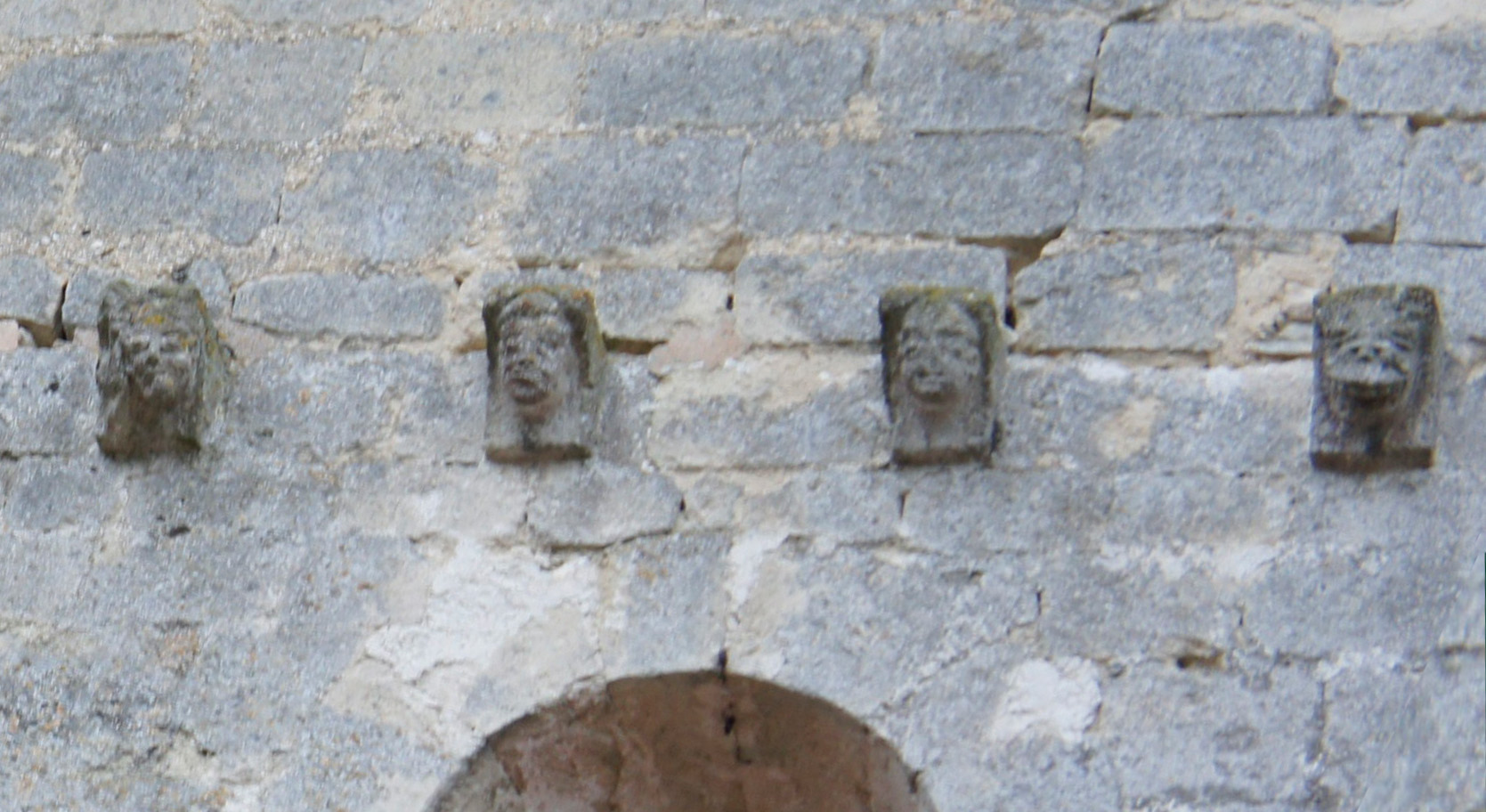
Têtes grimaçantes sur l'extérieur de la nef.
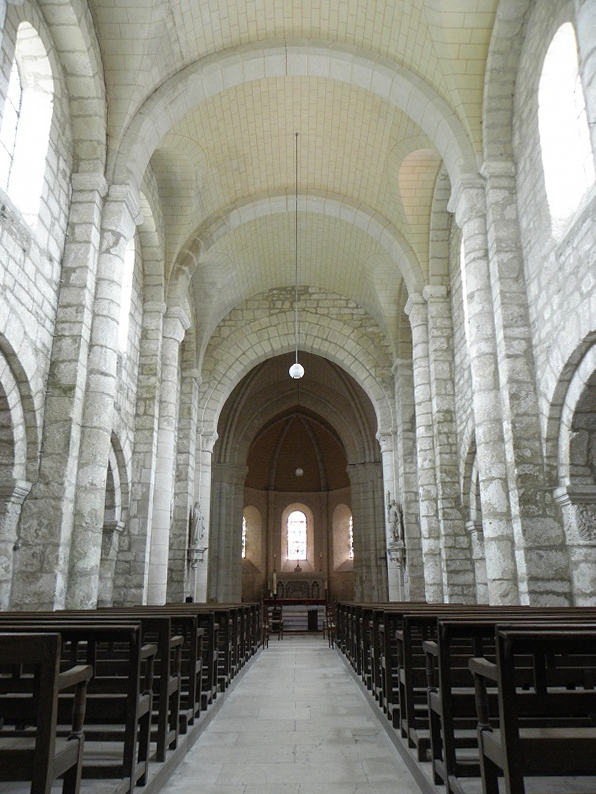
La nef de l'église
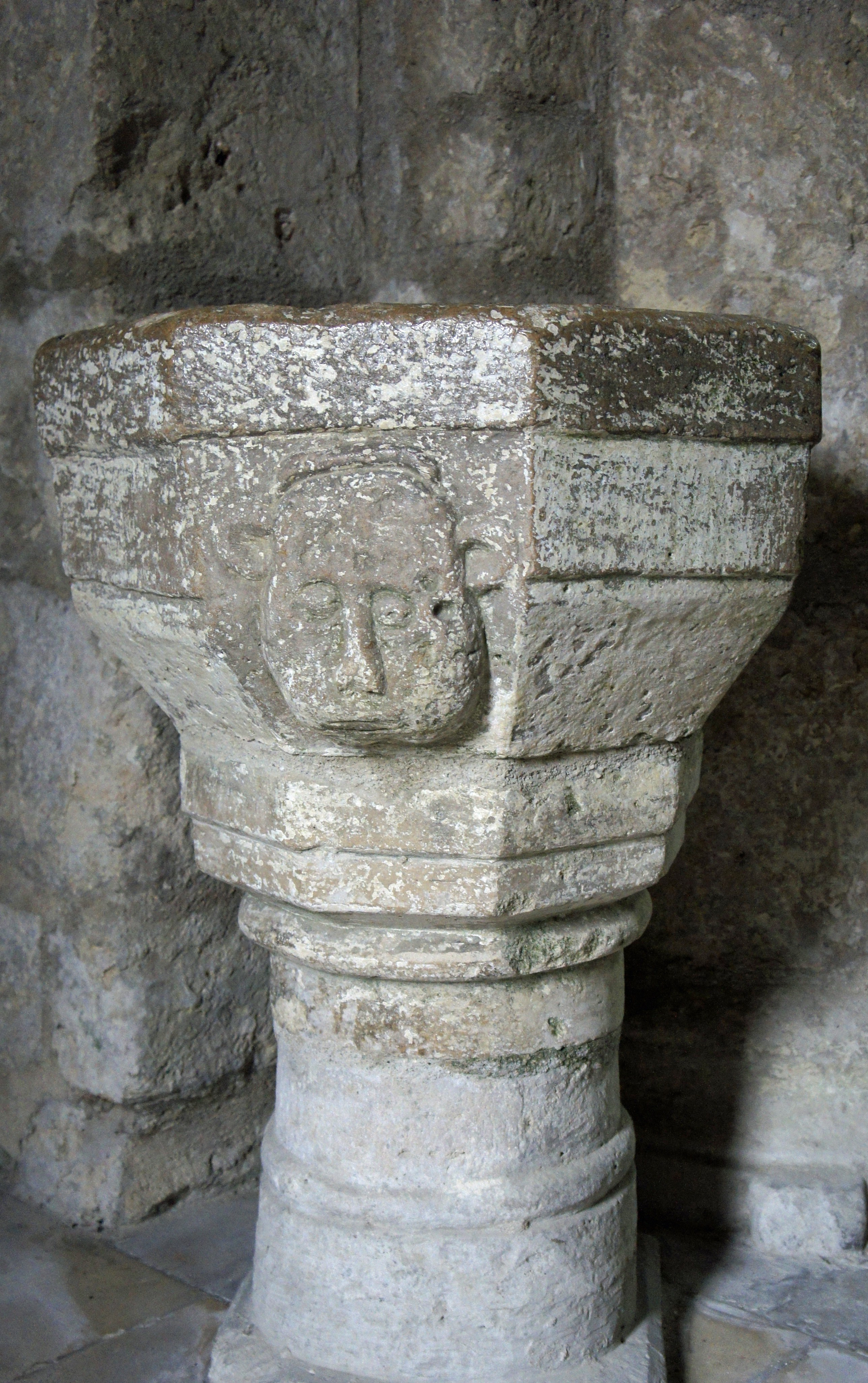
Les fonts baptismaux
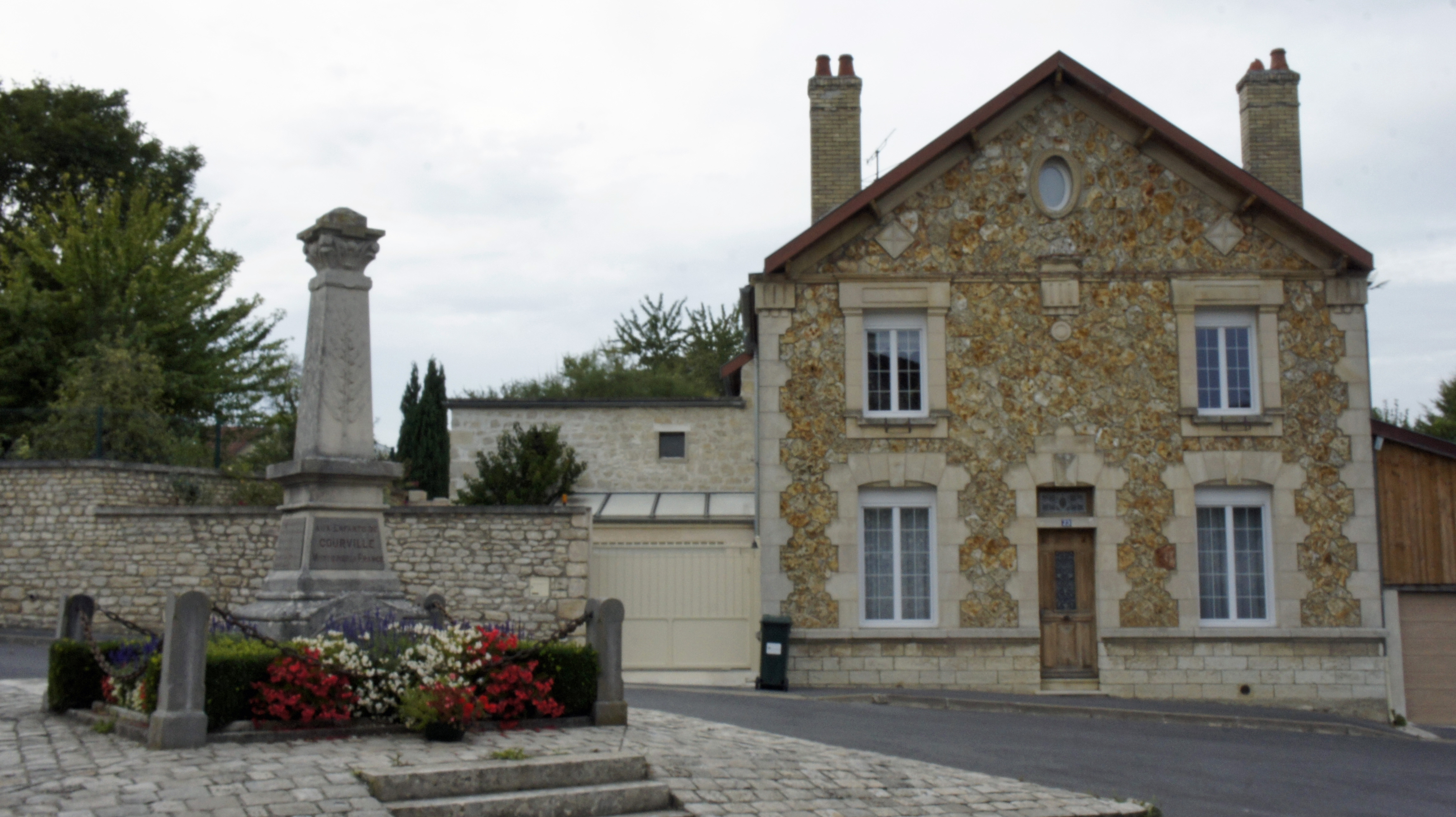
Le monument aux morts

### Personnalités liées à la commune
- Le lieutenant William Muir Russel, pilote de chasse américain mort en combat aérien le 11 août 1918, qui repose dans le cimetière de la commune, et dont le souvenir est rappelé par une plaque commémorative inaugurée au "monument lavoir américain" en octobre 2018 (affecté au 95th Aero Squadron, 1st Pursuit Group de l'American Air Service, il avait rejoint le front à Château-Thierry le 16 juillet 1918)[29],[49].